# Mladen Bašić
Mladen Bašić (1 d'agost de 1917, Zagreb - 21 de novembre de 2012, Zagreb) fou un pianista i director d'orquestra croat.

## Vida i carrera
Mladen Bašić estudià piano, direcció i composició al Conservatori de Zagreb. La seua carrera musical començà en 1940 primerament com a mestre concertador i a partir de 1945 com a director de l'Òpera del Teatre Nacional Croata de Zagreb (de 1955 fins a 1958 fou també director d'òpera). En 1959 fou convidat com a Director d'Òpera al Salzburger Landestheater de Salzburg i un any més tard fou contractat com a director primer de l'orquestra del Mozarteum de Salzburg. De 1962 fins a 1972 fou director convidat permanent al Gran Teatre del Liceu de Barcelona. En 1967 i 1968 fou Bašić nomenat primer director de l'Òpera de Frankfurt. De 1968 fins a 1970 tornà a treballar al seu país, aquesta volta com a director musical del festival d'estiu „Splitsko ljeto“ i com a director d'òpera del Teatre Nacional Croata de Split. De 1970 fins a 1978 fou director permanent i cap de programació de l'Orquestra Filharmònica de Zagreb, on ell col·laborà estretament i exitosa amb el llavors director principal Lovro von Matačić. En 1978 fou convidat a Mainz, on exercí fins a 1990 de director general de música.
Com a director d'orquestra dirigí Mladen Bašić en moltes sales de concerts europees. La seua acurada selecció de partitures i molt acurada preparació de cada representació feren les seues interpretacions musicals cada volta més refinades des del punt de vista estilístic i riques de contingut. Rebé especial reconeixement per les seues nombroses estrenes de treballs de compositors croates contemporanis, com per exemple per l'estrena de l'oratori escènic Marulova pisan de Boris Papandopulo. També guanyà molt de reconeixement per les primeres representacions al seu país de les obres més conegudes a nivell mundial de Maurice Ravel, Benjamin Britten, Serguei Prokófiev, Ígor Stravinski, Florent Schmitt i Béla Bartók.

## Distincions
- En 1997 fou Mladen Bašić honorat amb el premi Vladimir Nazor del Ministeri de Cultura de la República de Croàcia per la seua trajectòria professional.
- En 1998 rebé el Premi Tito Strozzi del Teatre Nacional Croata de Zagreb per la representació de l'òpera The Rape of Lucretia de Benjamin Britten.
- En 2006 rebé el premi "Lovro von Matačić" per part de l'Associació Croata de Músics Acadèmics (en croata: HDGU) per la seua trajectòria musical.